# Монтичели Брузати
Монтичели Брузати (итал. Monticelli Brusati) је насеље у Италији у округу Бреша, региону Ломбардија.
Према процени из 2011. у насељу је живело 3610 становника. Насеље се налази на надморској висини од 285 м.

## Становништво
Према резултатима пописа становништва 2011. у општини је живело 4.401 становника.
| 1951. | 1961. | 1971. | 1981. | 1991. | 2001. | 2011. |
| ----- | ----- | ----- | ----- | ----- | ----- | ----- |
| 1.887 | 1.672 | 1.852 | 2.335 | 2.968 | 3.610 | 4.401 |